# Kniha Zlín
Kniha Zlín je české nakladatelství se sídlem ve Zlíně, které v roce 2004 založil a od té doby je vlastní a provozuje Marek Turňa.
Zaměřuje se především na současnou literaturu menších evropských literatur, ale vydává i současnou literaturu českou.